# 长沙号导弹驱逐舰
“长沙”号导弹驱逐舰（舷号173）简称“长沙”舰，是中国人民解放军海军第二艘052D型导弹驱逐舰，也是第三艘以“长沙”为名的军舰。可单独或协同海军其他兵力攻击水面舰艇、潜艇，具有较强的区域防空和对海作战能力。长沙舰由江南造船厂开工建造，于2012年12月19日下水，2015年8月12日入列，现服役于南海舰队驱逐舰第九支队。长沙舰舰名取自湖南省省会长沙市，其入列命名授旗仪式于2015年8月12日在海南省三亚市某军港举行。

## 历史
2015年9月，长沙号导弹驱逐舰及南海舰队驱逐舰第九支队其他舰艇在南海某海域开展了“背靠背”实兵对抗演练。演练中长沙舰等进行了突出联合打击与信息融合的防空反导、编队反潜、综合防御等多个课目的竞技。
2017年6月18日，长沙号导弹驱逐舰、运城号导弹护卫舰、骆马湖号综合补给舰等组成中国海军舰艇编队赴俄罗斯圣彼得堡、加里宁格勒参加中俄“海上联合-2017”军事演习。途中长沙舰一水下装备突发故障，舰船动力系统存在安全隐患，折返回国并由合肥舰接替。
2018年初，长沙号导弹驱逐舰、衡阳号导弹护卫舰等组成远海训练编队赴南海、印度洋进行“湛蓝-2018A” 远海训练。
2022年11月，中国国防部宣布，长沙舰将参加12月在孟加拉国举行的国际阅舰式。
2024年11月21日，此艦與海南号两栖攻击舰出訪香港，為期五日，當中此艦停泊於昂船洲海軍基地，但僅限獲邀的一萬多名市民入場參觀。
2025年1月初，解放军海军9舰编队开赴南海海域进行演练，编队包括2艘055型106号“延安”舰、107号“遵义”舰，2艘052D型173号“长沙”舰、175号“银川”舰，2艘052C型170号“兰州”舰、171号“海口”舰及至少3艘054A型573号“柳州”舰、574号“三亚”舰、575号“岳阳”舰。

## 人员编制

### 历任领导
| 中国人民解放军海军长沙舰舰长 - 李超峰 - 张胜杰 | 中国人民解放军海军长沙舰政治委员 - 邹琰 海军上校 |

| 中国人民解放军海军长沙舰副舰长 - 李铿 海军中校 | 中国人民解放军海军长沙舰副政治委员 |